# Leichtathletik-Weltmeisterschaften 2023/Teilnehmer (Tschad)
| Goldmedaillen | Silbermedaillen | Bronzemedaillen |
| ------------- | --------------- | --------------- |
| —             | —               | —               |

Tschad nahm an den Leichtathletik-Weltmeisterschaften 2023 in Budapest mit einem Athleten teil.

## Ergebnisse

### Männer

#### Laufdisziplinen
| Athlet              | Disziplin | Vorlauf              | Vorlauf              | Halbfinale           | Halbfinale           | Finale               | Finale               |
| Athlet              | Disziplin | Zeit                 | Platz                | Zeit                 | Platz                | Zeit                 | Platz                |
| ------------------- | --------- | -------------------- | -------------------- | -------------------- | -------------------- | -------------------- | -------------------- |
| Yaouna Aziz Golomou | 100 m     | nicht auf Startliste | nicht auf Startliste | nicht auf Startliste | nicht auf Startliste | nicht auf Startliste | nicht auf Startliste |